# Maajoune tbassa
Maâjoune tbassa  ou  معجون التباسا (en dialecte algérien) ou confiture des assiettes est une confiture traditionnelle algérienne sous forme d'une pâte. Elle est servie dans des assiettes, d'où son nom. Elle accompagne souvent le thé à la menthe ou le café.

## Description
Cette confiture, sous forme d'une pâte de fruits, dans sa version originale, est faite à partir des coings. Dans certaines régions algériennes, on la nomme aussi « halwat el asferjel ». Elle est utilisée dans le plat algérien « Lham Lahlou bel sferjel » ou « sauté de veau au coigns ». 
Lors de la mise de la pâte, des fruits au séchage, des fruits secs, des pistaches, des amandes concassées peuvent y être ajoutés. Après séchage, la pâte peut être enrobée dans du sucre cristallisé, de la noix de coco ou des fruits secs, afin qu’elle ne colle pas. La pâte à sucre algérienne « chbika » est utilisée pour la décoration moderne. 
Cette pâte aussi peut être faite à partir de plusieurs fruits tels que la mandarine, la fraise, etc. Lorsque le fruit contient trop d'eau, l'agar-agar est utilisé comme gélifiant naturel .